# Spina iliaca anterior superior
De spina iliaca anterior superior (afgekort SIAS) of voorbovenste darmbeensdoorn is een botstructuur die deel uitmaakt van het darmbeen (os ilium); onderdeel van het bekken. Het is het aanhechtingspunt voor het ligamentum inguinale, de pees van de musculus sartorius of kleermakersspier, en de musculus tensor fasciae latae.
De SIAS is de botknobbel die het meest ventrale deel van het bekken vormt, aan de buikzijde dus. Wanneer men de handen in de zij zet met de duimen naar voren, dan rusten de toppen van de duimen erop. Bij magere mensen is dit knobbeltje gemakkelijk te zien.

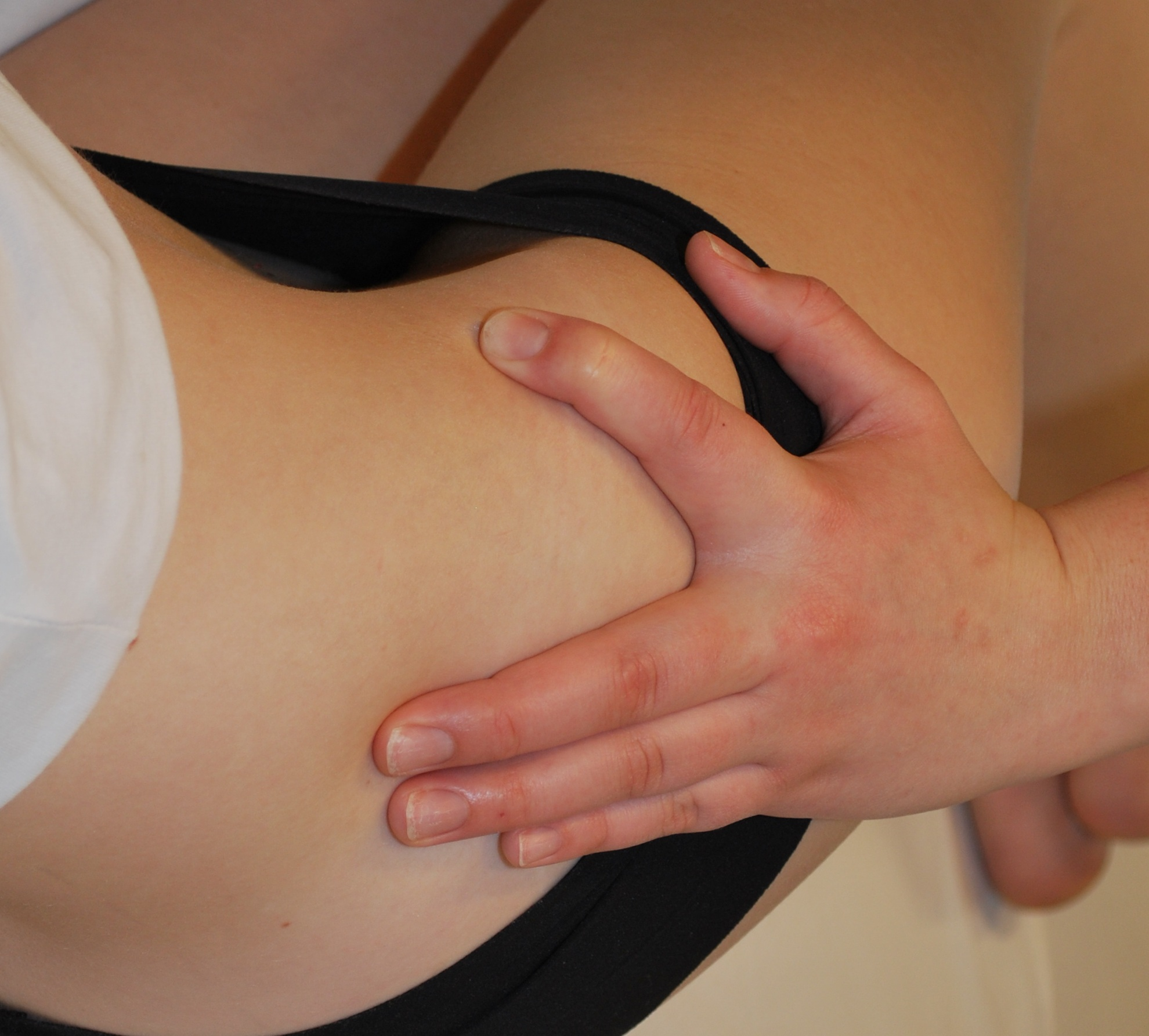
De wijsvinger ligt hier op de SIAS. Deze handgreep wordt gebruikt bij Ventrogluteale inspuiting.